# Morom
Le morom est une langue nilo-saharienne de la branche des langues soudaniques centrales parlée au Tchad.